# ムジカ・チェントルム
ムジカ・チェントルム（Stowarzyszenie Artystyczne "Muzyka Centrum"）は、ポーランドのクラクフに本拠地を置く演奏家（兼作曲家）集団である。1977年に結成された。

## 概要
元はクラクフ楽派の作曲家たちの演奏を目的に結成されたが、それと平行して同時代の国際的な作曲家の作品の紹介も行い、果ては自作自演もやってしまうポーランドの現代音楽アンサンブルの老舗である。紹介した作品は数百曲に上る。当然ボグスワフ・シェッフェルとその弟子の作品も数多く初演した。
多くの現代音楽アンサンブルがメンバーチェンジで頻繁に傾向が変わるのに対して、こちらはほとんど結成時からメンバーチェンジがなく、そのままメンバーは年を取っている。従って曲目の選択がかつての若いころに比べて穏健になっているのは否定できない。しかし、メンバーのほとんどが作曲能力を多く持つ演奏家であるゆえ、献身的な仕事ぶりはポーランドの同種のアンサンブルの中でもきわめて高い。
現在も年に数回は活動を行っている。